# São Paulo Challenger 2 1990
Il São Paulo Challenger 2 1990 è stato un torneo di tennis facente parte della categoria ATP Challenger Series nell'ambito dell'ATP Challenger Series 1990. Il montepremi del torneo era di $50 000 e si è svolto nella settimana tra l'6 agosto e il 12 agosto 1990 su campi in terra rossa. Il torneo si è giocato a San Paolo in Brasile.

## Vincitori

### Singolare
João Cunha e Silva ha sconfitto in finale  Cássio Motta con il punteggio di 6–1, 6–2.

### Doppio
Cássio Motta /  Javier Frana hanno sconfitto in finale  João Zwetsch /  Gabriel Markus con il punteggio di 6–3, 3–6, 6–1.